# Guido Tabellini
Guido Enrico Tabellini (né le 26 janvier 1956 à Turin) est un économiste italien, qui a été recteur de l'université Bocconi de 2008 à 2012. 
Guido Tabellini a obtenu un Lauréat en économie à l’université de Turin. Ensuite, il a poursuivi ses études à Los Angeles à l’université de Californie où il a obtenu un doctorat en philosophie. 
Guido Tabellini a réalisé des recherches sur la macroéconomie, la politique économique et le choix public ainsi que sur l’économie internationale. Plus précisément, il centre ses travaux sur l’influence des institutions politiques et des institutions d’élaboration de politiques sur le rendement économique ainsi que sur les formations politiques.
Cet économiste s’est impliqué de façon active dans le débat qui oppose l’Italie à l’Europe. Il travaille notamment avec Il Sole 24 Ore, grand journal financier italien. De grands journaux internationaux comme le Wall Street Journal Europe ou le Financial Times ont ensuite décidé de publier ses écrits.

## Œuvres proposées[2]

### Œuvres mixtes
Political economics (2000)

### Œuvres textuelles
- Réformes structurelles et coordination en Europe, avec Guido Tabellini comme rédacteur
- The economic effects of Constitution (2003)
- Monetary and fiscal policy (1994), avec Guido Tabellini comme Éditeur scientifique

## Distinctions
- Président de l' European Economic Association (2007)[1]
- Membre étranger honoraire de l'American Academy of Arts and Sciences(2003)[1]
- Membre de la société d'économétrie (2001)[1]
- Prix de Y. Jahnsonn, European Economic Association (2001)[1]
- Membre distingué du Center for Economic studies de l'Université de Munich (1999)[1]